# 1241
- Wikisource

| Calendário gregoriano                                                        | 1241 MCCXLI                                          |
| Ab urbe condita                                                              | 1994                                                 |
| Calendário arménio                                                           | 690 – 691                                            |
| Calendário bahá'í                                                            | -603 – -602                                          |
| Calendário budista                                                           | 1785                                                 |
| Calendário chinês                                                            | 3937 – 3938 Início a 14 de janeiro (aproximadamente) |
| Calendário copta                                                             | 957 – 958                                            |
| Calendário etíope                                                            | 1233 – 1234                                          |
| Calendários hindus - Vikram Samvat - Calendário nacional indiano - Cáli Iuga | 1296 – 1297 1162 – 1163 4341 – 4342                  |
| Calendário Holoceno                                                          | 11241                                                |
| Calendário islâmico                                                          | 638 – 639                                            |
| Calendário judaico                                                           | 5001 – 5002                                          |
| Calendário persa                                                             | 619 – 620                                            |
| Calendário rúnico                                                            | 1491                                                 |
| Calendário solar tailandês                                                   | 1784                                                 |

1241 (MCCXLI, na numeração romana) foi um ano comum do século XIII do Calendário Juliano, da Era de Cristo, e a sua letra dominical foi F (52 semanas), teve início a uma terça-feira e terminou também a uma terça-feira.
No reino de Portugal estava em vigor a Era de César que já contava 1279 anos.
| Ano completo                       |
| ---------------------------------- |
| Ano comum com início à terça-feira |

## Eventos
- 13 de Fevereiro - Sandomierz devastada pelos mongóis.
- 18 de março – Cracóvia devastada pelos mongóis.
- 5 de abril – Batalha de Legnica: Vitória mongol sobre os exércitos alemães e poloneses em Legnica, no sudoeste da Polônia.
- 11 de abril – Batalha de Mohi: Os mongóis, sob a liderança de Subedei e Batu Cã, derrotam o rei Bela IV da Hungria.
- O Papa Celestino IV sucede ao Papa Gregório IX.

## Nascimentos
- 4 de Setembro – Rei Alexandre III da Escócia (m. 1286).
- ? - Leonor de Castela, Rainha Consorte da Inglaterra entre 1272 e 1290 (m. 1290).

## Mortes
- 22 de Agosto – Papa Gregório IX.
- 23 de Setembro - Snorri Sturluson, historiador, poeta e político islandês.
- 10 de Novembro – Papa Celestino IV.
- Leonor da Bretanha, aprisionada no Castelo de Bristol.
- 11 de Dezembro – Oguedai, grão-cã do Império Mongol.